# Zimnice Wielkie
Zimnice Wielkie est une localité polonaise du gmina de Prószków dans la voïvodie et le powiat d'Opole.

## Histoire
De 1742 à 1945, Groß Schimnitz fait partie de l'arrondissement d'Oppeln (de) dans le district de Liegnitz au sein de la province de Silésie.